# Michel Viau
Michel Viau, né le 25 décembre 1961 à Montréal, est un historien de la bande dessinée, directeur de collection, scénariste et écrivain québécois.

## Biographie
Après des études en arts plastiques au cégep du Vieux-Montréal et en littérature à l'UQAM, Michel Viau commence à écrire sur la bande dessinée dans diverses revues.

### Historien
Michel Viau publie, en 1999, BDQ : Répertoire des publications de bandes dessinées au Québec (Prix Bédéis Causa - Prix Spécial du jury, 2000, et Bédélys - Prix Spécial du jury, 2000) qui recense de manière exhaustive toutes les publications de bandes dessinées au Québec, incluant les fanzines, les albums auto-édités et les traductions.
En 2001, il dirige, en collaboration avec le spécialiste de la bande dessinée canadienne John Bell, un site consacré à l'histoire de la bande dessinée québécoise et canadienne-anglaise pour Bibliothèque et Archives Canada : Au-delà de l'humour : L'histoire de la bande dessinée au Canada anglais et au Québec. Par ailleurs, il collabore au fanzine Zine Zag (où il rédige la chronique Le Pendule de Viau), de 1999 à 2004, et au site BD Québec, de 1999 à 2009. Pour ce site, il rédige plusieurs biographies d'auteurs, ainsi que des articles sur des personnages et sur l'histoire de la bande dessinée québécoise en plus d'animer un fil de presse sur le forum du site.
Il entame une histoire de la bande dessinée publiée au Québec dans la revue MensuHell (du numéro 45, août 2003, au numéro 109, décembre 2008). D'autres articles sur ce sujet ont été publiés dans Formule, Québec français, Trip et Tout connaître. En collaboration avec Jean-Dominic Leduc, il rédige Les Années Croc,, publié par Québec Amérique, en 2013. L'année suivante, paraît le premier tome de BDQ : Histoire de la bande dessinée au Québec,. Cet ouvrage est réédité par la suite en deux tomes, dans une version considérablement augmentée, chez Station T, en 2021 et 2022.
Il participe également à quelques ouvrages collectifs : BD Guide – Encyclopédie de la bande dessinée internationale sous la direction de Claude Moliterni, en 2004, Atlas littéraire du Québec, sous la direction de Pierre Hébert, Bernard Andrès et Alex Gagnon, en 2020, et Dictionnaire des gens du livre au Québec, sous la direction de Josée Vincent et Marie-Pier Luneau, en 2022.
Michel Viau rédige les textes de quelques expositions portant sur la bande dessinée québécoise, dont 25 moments importants de la BD québécoise, en 2016. Cette exposition itinérante a été présentée depuis en France, en Tunisie, au Vietnam, aux États-Unis, au Japon, en Algérie, à Cuba, en Belgique, en Ontario et au Québec. Il est commissaire de l'exposition Les fanzines : Un espace de liberté présentée conjointement avec l'exposition BDQ : L’art de la bande dessinée québécoise au Musée québécois de culture populaire de Trois-Rivières, de 2016 à 2018, et collabore à BDQ : Moments forts du 9e art québécois présentée au Musée de la civilisation de Québec, en 2019.

### Rédacteur en chef et directeur de collection
En novembre 2001, Michel Viau succède à Alain Menier et devient rédacteur en chef de la revue Safarir. Il occupe ce poste jusqu'à novembre 2004 (nos  165 à 200), date à laquelle il laisse la place à Brian Tupper. Il anime notamment le supplément Saf-BD qui est exclusivement dévolu à ce médium. C'est au cours de cette période que paraissent les séries Les Nombrils de Delaf et Dubuc ; Les contes d'outre-tombe de Jacques Lamontagne ; L'Encyclopédie DeKessé de Rose Beef et Denis Rodier ; Shérif Babette de Mario Malouin et Malice de DeNevers et Steve Requin.
De novembre 2008 à la fin de 2011, Michel Viau est directeur du secteur BD des éditions Les 400 coups et s'occupe des différentes collections : Rotor, Mécanique générale, Moustique, Strips et Coup de griffe. Il y dirige l'anthologie Cœur de glace et autres histoires de demain, qui regroupe les meilleurs auteurs de bande dessinée de science-fiction du Québec, en 2009, et les rééditions des œuvres d'Albert Chartier, Séraphin illustré (scénarios de Claude-Henri Grignon), en 2010, et Onésime - Les meilleurs pages, en 2011.
De 2014 à 2015, Michel Viau pilote la collection Chronographe des éditions Mém9ire. Cette collection propose des éditions numériques d'albums du patrimoine de la bande dessinée québécoise (En roulant ma boule de Raoul Barré, L'Oncle Pacifique de Vic Martin, Les Aventures du Captain Morgan, Les dossiers de l'ineffable M. Brillant de Jack Der, etc.). Puis, de 2017 à 2019, il dirige quelques projets chez Glénat-Québec (1642 : Ville-Marie et 1642 : Osheaga par Jean-Paul Eid, François Lapierre et Tzara ; L'espion de trop de Frédéric Antoine et VoRo).
Depuis 2022, Michel Viau dirige des albums pour les éditions Station T : Baptiste le clochard d'André-Philippe Côté, anthologie des meilleurs bandes publiées dans Le Soleil, puis M. Nault de KaS et Cas, biographie du célèbre chorégraphe québécois, Fernand Nault, en 2023, et Noir obscur, recueil de micronouvelles en bandes dessinée de Ghyslain Duguay et Sébastien Duguay, en 2024.

### Enseignant
Michel Viau a enseigné l'écriture humoristique pour l'imprimé à l'École nationale de l'humour. Il est chargé de cours à l'ÉMI (École multidisciplinaire de l'image) de l'Université du Québec en Outaouais, où il a enseigné l'histoire de la bande dessinée mondiale. Depuis 2021, il anime l'atelier de scénarisation de l'ÉMI. Il est également conférencier à l'Université du troisième âge de l'Université de Sherbrooke.
Il a été membre de l'ACBD (Association des critiques et journalistes de bande dessinée), section Québec, de mars 2015 à février 2017. Pour l'ACBD, il rédige des rapports annuels sur la production de bandes dessinées québécoises en 2014 et 2015,.

### Scénariste
De 2001 à 2004, sous le pseudonyme de Regatta DeBlanc, Michel Viau scénarise quelques séries de bandes dessinées dans Safarir, dont L'heure de pointe pour Julien Dufour, Ichabod Crane, détective de l'occulte pour Jacques Lamontagne, Safarir Jaune pour Denis Rodier et la reprise du Docteur Grognon pour DeNevers, puis Louis Philip Vermette.
En 2017, après quelques années à travailler dans le milieu du magazine populaire et du manuel scolaire, Michel Viau revient à la scénarisation avec la série MacGuffin et Alan Smithee (dessins de Ghyslain Duguay), une comédie d'espionnage se déroulant dans les années 1960, publiée par Perro Éditeur, au Québec, puis les Éditions du Tiroir, en Belgique.
Aux éditions Glénat Québec, il signe, depuis 2019, des scénarios inspirés d'affaires criminelles québécoises : L'affaire Delorme (dessins Grégoire Mabit), sur une célèbre cause judiciaire québécoise qui opposa le détective Georges Farah-Lajoie à l'abbé Adélard Delorme accusé d'avoir tué son propre frère; Blass : Le chat sur un toit brûlant (dessins de Jocelyn Bonnier), sur le gangster Richard Blass; Havana Connection qui met en scène le narcotrafiquant Lucien Rivard lors de la révolution cubaine; La Non vengée : Le mystère Blanche Garneau (de nouveau avec Jocelyn Bonnier), sur l'Affaire Blanche Garneau qui secoua la ville de Québec dans les années 1920.

## Publications

### Bandes dessinées (scénarios)
- Docteur Grognon, dessins de Serge Boisvert DeNevers, puis Louis Philip Vermette, Safarir, nos  172 à 179, septembre 2002 à avril 2003.
- L'Heure de pointe, dessins de Julien Dufour, Le Journal de Montréal, gags hebdomadaires du 15 mars au 24 mai 2003. [Repris dans Safarir, nos  178 à 182, avril à juillet 2003]
- Ichabod Crane, détective de l'occulte, dessins de Jacques Lamontagne, Safarir, nos  198 à 201, novembre 2004 à février 2005. [Repris dans l'album Les Contes d'outre-tombe, Montréal : Éditions Les 400 coups, 2009 (ISBN 9782845961067)]
- MacGuffin et Alan Smithee, dessins de Ghyslain Duguay.

1. Mission Expo 67, Shawinigan : Perro éditeur, 2017  (ISBN 9782924637838) ; réédition Braine-l'Alleud : Éditions du Tiroir, 2021  (ISBN 9782931027301)
2. Opération Grande Zohra, Shawinigan : Perro éditeur, 2019  (ISBN 9782924873038) ; réédition Braine-l'Alleud : Éditions du Tiroir, 2021  (ISBN 9782931027318)
3. Summer of Love, Braine-l'Alleud : Éditions du Tiroir, 2020 (ISBN 978-2931027202)
4. Paloma mi amor, Braine-l'Alleud : Éditions du Tiroir, 2022 (ISBN 9782931027462)
5. Swinging London, Braine-l'Alleud : Éditions du Tiroir, 2023  (ISBN 9782931027714)
6. Visa pour Nan Madol, Braine-l'Alleud : Éditions du Tiroir, 2024  (ISBN 9782931251072)

- L'affaire Delorme, dessins de Grégoire Mabit, Montréal : Éditions Glénat Québec, 2019 (ISBN 9782923621852).
- Blass : Le chat sur un toit brûlant, dessins de Jocelyn Bonnier, Montréal : Éditions Glénat Québec, 2020. (ISBN 9782924997116)
- Havana Connection, dessins de Djibril Morissette-Phan, Montréal : Glénat Québec, 2023  (ISBN 9782924997451)
- La non vengée : Le mystère Blanche Garneau, dessins de Jocelyn Bonnier, Montréal : Éditions Glénat Québec, 2024. (ISBN 9782924997550)

### Monographies (études et essais)
- BDQ : Répertoire des publications de bandes dessinées au Québec des origines à nos jours, Laval : éditions Mille-Îles, 1999, 343 p.  (ISBN 9782920993389)
- Au-delà de l'humour : L'histoire de la bande dessinée au Canada anglais et au Québec, en collaboration avec John Bell, Ottawa : Bibliothèque et Archives Canada, 2002.
- 100 ans de BD au Québec… et plus!, supplément de MensuHell, no 54, Repentigny : Francis Hervieux éditeur, 2004, 20 p.
- Les Années Croc, avec Jean-Dominic Leduc, Montréal : Québec Amérique, 2013, 416 p.  (ISBN 9782764411797)
- BDQ : Histoire de la bande dessinée au Québec, Tome 1 : Des origines à 1979, Montréal : Mém9ire, 2014, 344 p.  (ISBN 9782981415226)
- BDQ : Histoire de la bande dessinée au Québec
  - 1. Les pionniers de la bulle : des origines à 1968, Montréal : Station T, 2021, 400 p.  (ISBN 9782925001126)
  - 2. Le printemps de la bande dessinée québécoise : de 1968 à 1979, Montréal : Station T, 2022, 460 p.  (ISBN 978-2-925001-17-1)

#### Ouvrages collectifs
- BD Guide : Encyclopédie de la bande dessinée internationale, sous la direction de Claude Moliterni, Paris : Omnibus, 2005, 1786 p.  (ISBN 978-2258065239)
- Formule Un : Bears + Beer, sous la direction de Jimmy Beaulieu, Montréal : Mécanique générale, 2007, 248 p.  (ISBN 978-2922827316)
- BDQ: Essays and Interviews on Quebec Comics, sous la direction de Andy Brown, Greenwich (Nouvelle-Écosse) : Conundrum Press, 2017, 224 p.  (ISBN 9781772620184)
- Atlas littéraire du Québec, sous la direction de Pierre Hébert, Bernard Andrès et Alex Gagnon, Montréal : Éditions Fides, 2020, 495 p.  (ISBN 978-2-76214-124-5)
- Vicoli e Ruelles, sous la direction de Johanne Desrochers, Anna Giaufret et Ferrucio Giromini, Gênes : Geneva University Press, 2022, 156 p.  (ISBN 9788836181193)
- Dictionnaire des gens du livre au Québec, sous la direction de Josée Vincent et Marie-Pier Luneau Montréal : Les Presses de l’Université de Montréal, 2022, 758 p.  (ISBN 978-2-7606-4675-9)

### Divers
- Pourquoi mon chat fait-il ça? : 125 questions et réponses sur les chats, avec Patrice Hudon, Montréal : Éditions La Semaine, 2006, 126 p.  (ISBN 9782923501079)
- Tétra : Ton cahier multidisciplinaire, vol. 1, nos  1 à 4, Montréal : Les éditions CEC inc., 2011, 24 p. chacun.

## Expositions
- À la rencontre des personnages jeunesse des Éditions Mille-Îles !, exposition itinérante présentée dans les Salons du livre du Québec, 2000-2001.
- Les fanzines : Un espace de liberté, Trois-Rivières : Musée québécois de culture populaire, du 16 juin 2016 au 3 décembre 2018.
- 25 moments importants de la BD québécoise, exposition itinérante présentée à Lyon (France) ; Sousse (Tunisie) ; Hanoï (Vietnam) ; Los Angeles (États-Unis) ; Tsukuba, Tokyo, Kitakyushu et Iwate (Japon) ; Alger (Algérie) ; Camagüey et La Havane (Cuba) ; Bruxelles (Belgique) ; Toronto, Montréal, Québec et Beauport, depuis 2016.
- Montréal en bulles, exposition itinérante présentée à Alger (Algérie), Montréal et Pointe-Claire, depuis 2017.
- BDQ : Moments forts du 9e art québécois, Québec : Musée de la civilisation, du 2 avril au 20 mai 2019.